# Zibees
Zibees  o Zipees (en llatí Zibeas o Zipeas, en grec antic Ζιβοίτης o Ζιποίτης) fou rei de Bitínia, fill de Zipetes.
Es va revoltar contra el seu germà gran Nicomedes I probablement l'any 278 aC i el rei va cridar en el seu ajut als gals que havien envaït Grècia i que van acabar establint-se a Frígia amb el nom de gàlates. Amb l'ajut dels gals, Nicomedes va poder vèncer al seu germà l'any 277 aC, que s'havia apoderat d'una part considerable de Bitínia, segons diu Titus Livi.
El seu nom es troba escrit de diverses formes, Zipetes, Zibetes i Tibetes (Zipoetes, Ziboetes i Tiboetes).